# Embalse Valle Grande
El embalse Valle Grande es un cuerpo de agua en el centro de la provincia de Mendoza, en Argentina. Situado a unos 30 km al sur de San Rafael, constituye uno de los destinos turísticos más importantes del departamento homónimo y de la provincia.

## Características

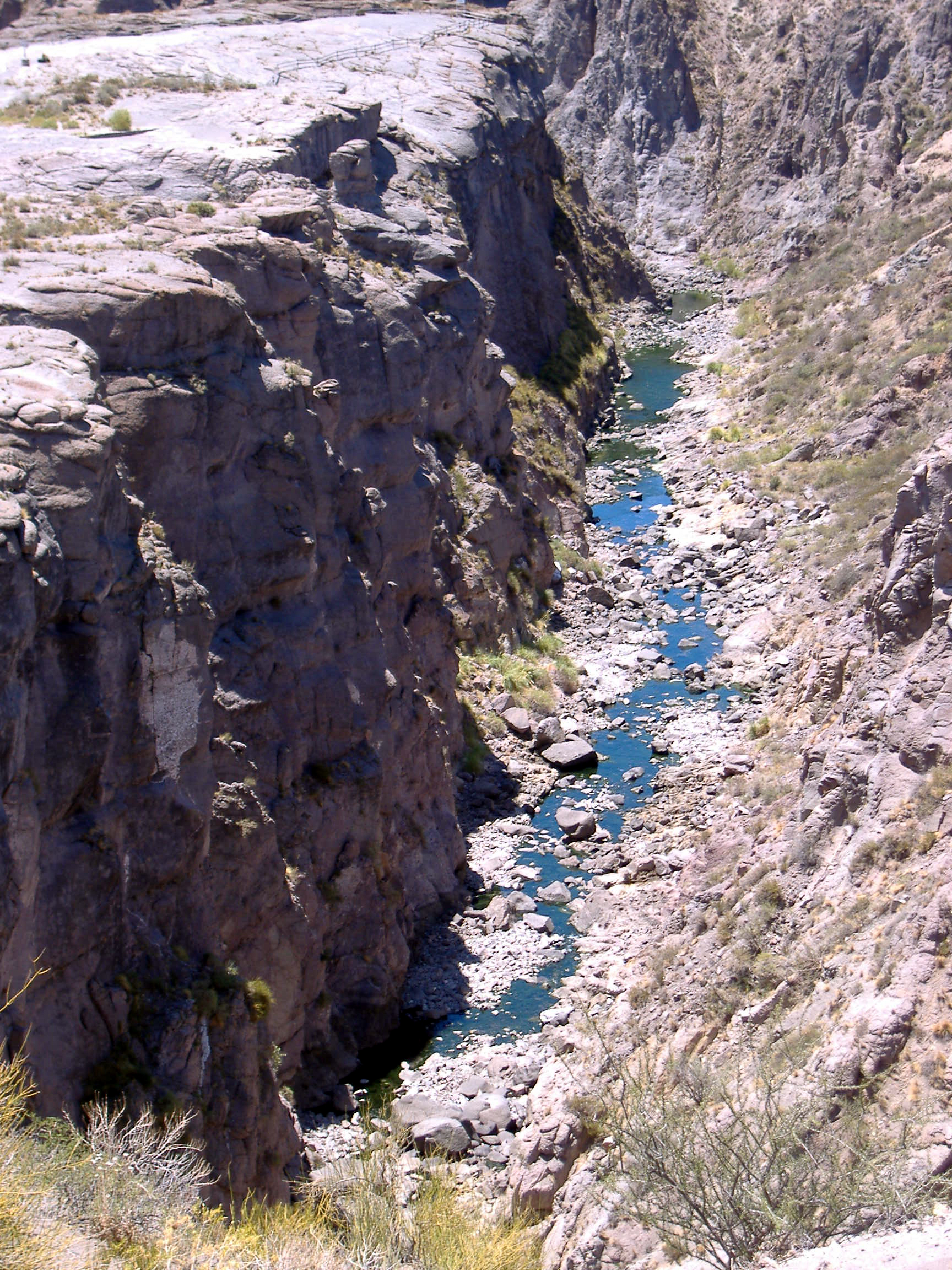
Vista del cañón del Atuel

Es uno de los embalses más importantes de la provincia, y un importante destino turístico, debido a la belleza del lugar (se encuentra en uno de los extremos del Cañón del Atuel, formado por el río del mismo nombre), además se utiliza para represar las aguas del río, mediante el dique Valle Grande, que son controladas por la central hidroeléctrica del embalse El Nihuil, y así mantener a nivel su curso.

## Turismo
El paredón de la presa Valle Grande, conforma un inmenso espejo de agua verde esmeralda que es de gran interés para la práctica de natación, buceo, esquí, remo, motonáutica, paseo en catamarán, windsurf, pesca deportiva, safaris fotográficos, etc. 
A la vera del río Atuel, que emuestra su historia geológica, se encuentran todos los servicios que el turista necesita, desde camping, cabañas, hotel, restaurantes, proveedurías, complementados por una acorde forestación. También los servicios de turismo de aventura, que se desarrollan en el lugar, como: descenso de río, kayak, canotaje, cabalgatas, rapel, escaladas, tirolesa, senderismo, parapente, paseo en catamarán en el lago, windsurf, esquí acuático, cuatriciclos.

## Dique Valle Grande
Es un cierre de estructura aligerada, tipo Noetzli-Alcorta, de hormigón, tiene una longitud de 300 m y una altura máxima de 115 m . Posee una capacidad de descarga de 600 m3/s. Para su construcción se emplearon 700.000 m³ de hormigón y fue inaugurado en 1964. Construido por la empresa Sollazzo Hnos., preveía también la construcción de una central hidroeléctrica, proyecto que después se descartó terminándose solo la represa, pero quedando como testigo un túnel excavado en la montaña del margen derecho, que quedó bajo agua, solo evidenciado por un pequeño manantial que surge por filtración, cercano al emplazamiento de una pequeña capilla cristiana que aún perdura. La central hidroeléctrica (Nihuil IV) fue posteriormente proyectada y construida varios años después sobre el margen izquierdo del dique. El pequeño lago delante de la represa, se formó por filtración en la excavación realizada para los cimientos de aproximadamente 45 m de profundidad, observándose en la superficie los restantes 70 m.